# Sofiivka, Berdeansk
Sofiivka (în ucraineană Софіївка) este un sat în așezarea urbană Andriivka din raionul Berdeansk, regiunea Zaporijjea, Ucraina.

## Demografie
Componența lingvistică a localității Sofiivka
     Ucraineană (55,02%)
     Rusă (41,26%)
     Bulgară (2,79%)
Conform recensământului din 2001, majoritatea populației localității Sofiivka era vorbitoare de ucraineană (55,02%), existând în minoritate și vorbitori de rusă (41,26%) și bulgară (2,79%).